# 时滞微分方程
在数学领域中, 时滞微分方程, 或延时微分方程 (DDE) 是一类微分方程, 其中未知函数的在确定时刻的导数由先前时刻函数所决定.
对于{\displaystyle x(t)\in R^{n}}, 时滞微分方程方程的一般形式是:
{\displaystyle {\frac {d}{dt}}x(t)=f(t,x(t),x_{t}),}
其中 
{\displaystyle x_{t}=\{x(\tau ):\tau \leq t\}} 表示过去时间的解轨道. 在这个方程中, {\displaystyle f} 是一个从  
{\displaystyle R\times R^{n}\times C^{1}} 到 {\displaystyle R^{n}\,} 的泛函算子.

## 例子
- 连续时滞微分方程

{\displaystyle {\frac {d}{dt}}x(t)=f\left(t,x(t),\int _{-\infty }^{0}x(t+\tau )d\mu (\tau )\right)}
- 离散时滞微分方程

{\displaystyle {\frac {d}{dt}}x(t)=f(t,x(t),x(t-\tau _{1}),\ldots ,x(t-\tau _{n}))} for {\displaystyle \tau _{1}>\ldots >\tau _{n}\geq 0}.
- 离散时滞线性方程

{\displaystyle {\frac {d}{dt}}x(t)=A_{0}x(t)+A_{1}x(t-\tau _{1})+\ldots +A_{m}x(t-\tau _{m})}
其中 {\displaystyle A_{0},\ldots ,A_{m}\in R^{n\times n}}.
- 集电弓方程

{\displaystyle {\frac {d}{dt}}x(t)=ax(t)+bx(\lambda t),}
其中 a, b 且 λ 为常数 0 < λ < 1. 这一方程及其广义形式以电车上的集电弓命名.

## 时滞微分方程求解
时滞微分方程通常用分步的方法求解. 例如考虑如下具有单一时滞的时滞微分方程
{\displaystyle {\frac {d}{dt}}x_{t}=f(x(t),x(t-\tau ))}
及初始条件 {\displaystyle \phi :[-\tau ,0]\rightarrow R^{n}}. 那么在区间 {\displaystyle [0,\tau ]} 上的解 {\displaystyle \psi (t)} 就是以下非齐次初值问题的解
{\displaystyle {\frac {d}{dt}}\psi (t)=f(\psi (t),\phi (t-\tau ))},
且 {\displaystyle \psi (0)=\phi (0)}. 这样就可以利用前面区间的解作为非齐次项一步步求得整个区间上的解. 在实际的计算中, 初值问题通常采用数值计算.

### 例子
假设 {\displaystyle f(x(t),x(t-\tau ))=ax(t-\tau )} 且 {\displaystyle \phi (t)=1}. 那么初值问题可由积分求得,
{\displaystyle x(t)=a\int _{s=0}^{t}\phi (t-\tau )\,dt+C},
即, {\displaystyle x(t)=at+1}, 其中我们取 {\displaystyle C=1} 以满足初值条件 {\displaystyle x(0)=\phi (0)}. 类似的对于区间 
{\displaystyle t\in [\tau ,2\tau ]} 我们积分并且使其满足初始条件可以求得 {\displaystyle x(t)=at^{2}/2+t+D} 其中 {\displaystyle D=(a-1)\tau +1-a\tau ^{2}/2}.

## 简化为常微分方程(ODE)
在某些情况下, 时滞微分方程等价于一个常微分方程组 (由常微分方程组成的系统).
- 例 1 考虑方程

{\displaystyle {\frac {d}{dt}}x(t)=f\left(t,x(t),\int _{-\infty }^{0}x(t+\tau )e^{\lambda \tau }d\tau \right).}
引入函数 {\displaystyle y(t)=\int _{-\infty }^{0}x(t+\tau )e^{\lambda \tau }d\tau } , 可得到一个常微分方程组
{\displaystyle {\frac {d}{dt}}x(t)=f(t,x,y),\quad {\frac {d}{dt}}y(t)=x-\lambda y.}
- 例 2 方程

{\displaystyle {\frac {d}{dt}}x(t)=f\left(t,x(t),\int _{-\infty }^{0}x(t+\tau )\cos(\alpha \tau +\beta )d\tau \right)}
等价于
{\displaystyle {\frac {d}{dt}}x(t)=f(t,x,y),\quad {\frac {d}{dt}}y(t)=\cos(\beta )x+\alpha z,\quad {\frac {d}{dt}}z(t)=\sin(\beta )x-\alpha y,}
其中
{\displaystyle y=\int _{-\infty }^{0}x(t+\tau )\cos(\alpha \tau +\beta )d\tau ,\quad z=\int _{-\infty }^{0}x(t+\tau )\sin(\alpha \tau +\beta )d\tau .}

## 特征方程
同常微分方程(ODE)类似, 可以通过分析线性时滞微分方程的特征方程来分析和研究解的性质.
具有离散时滞的线性时滞微分方程
{\displaystyle {\frac {d}{dt}}x(t)=A_{0}x(t)+A_{1}x(t-\tau _{1})+\ldots +A_{m}x(t-\tau _{m})}
的特征方程是
{\displaystyle det(-\lambda I+A_{0}+A_{1}e^{-\tau _{1}\lambda }+\ldots +A_{m}e^{-\tau _{m}\lambda })=0}.
特征方程的根 λ 被称为特征根或特征值, 解集通常被称为谱. 与常微分方程不同, 时滞微分方程的特征方程含有指数, 具有无限个特征值, 使得谱分析变得很困难, 但是谱对于 DDE 的分析仍然具有一些很好的性质. 例如, 虽然具有无限个特征值, 但是只有有限个特征值位于复平面的右侧.
特征方程是一个非线性特征问题, 有许多计算谱的数值方法. 少数的特殊情况可以显式地求解特征方程. 例如, 时滞微分方程
{\displaystyle {\frac {d}{dt}}x(t)=-x(t-1).}
的特征方程是
{\displaystyle -\lambda -e^{-\lambda }=0.\,}
这个方程对于变量 λ 有无穷多个复数解. 复解可表示为
{\displaystyle \lambda =W_{K}(-1)},
其中 {\displaystyle W_{K}} 是朗伯W函数的第 K 个分支.